# Prophtasia
Prophtasia is een geslacht van vlinders van de familie snuitmotten (Pyralidae), uit de onderfamilie Phycitinae.

## Soorten
- P. amphichea Hampson, 1918
- P. epiteuxis Hampson, 1918
- P. glaucophaea Hampson, 1918
- P. platycerella Ragonot, 1887
- P. pyrostrota Hampson, 1918
- P. rosa de Joannis, 1927
- P. sphalmatella Hampson, 1918